# Доходный дом В. И. Фирсановой
Доходный дом В. И. Фирсановой — памятник истории, часть архитектурного ансамбля Сандуновских бань в Москве. Объект культурного наследия народов России регионального значения

## История
Здание возведено в 1894—1895 годах по проекту архитектора Б. В. Фрейденберга. Иногда архитектурное сооружение называли «Сандуновским пассажем».
До Октябрьской революции верхний этаж постройки и боковые корпуса занимали жилые квартиры, отличающиеся довольно богатым убранством. В этой же части здания располагалась квартира владелицы доходного дома — В. И. Фирсановой.
Одну из квартир с мая по ноябрь 1902 года снимали А. П. Чехов с О. Л. Книппер, у которых гостили многие знаменитые личности Москвы того периода.
Вплоть до середины 2000-х годов в здании располагался нотный магазин русского музыкального издателя П. И. Юргенсона.
В настоящее время помещения занимают различные организации.
Доходный дом В. И. Фирсановой как неотъемлемая часть ансамбля Сандуновских бань является одним из объектов культурного наследия федерального значения.

## Архитектура
В оформлении пышного главного фасада использованы элементы барокко, внутренний дворик оформлен в мавританском стиле.